# Keith Powers
Pour les articles homonymes, voir Powers.
Keith Powers, né le 22 août 1992 à Sacramento (Californie), est un mannequin et un acteur américain, il est surtout connu pour avoir joué le rôle de Ronnie Devoe dans The New Edition Story.

## Vie privée
De 2011 à 2016, il est en couple avec la chanteuse Saweetie.
En 2017, il commence à fréquenter la chanteuse et actrice Ryan Destiny. En janvier 2022, ils annoncent leur séparation après 4 ans de relation. Depuis 2023, ils sont de nouveau ensemble.

## Filmographie

### Cinéma
- 2013 : House Party: Tonight's the Night de Darin Scott : Quentin
- 2015 : NWA : Straight Outta Compton de F. Gary Gray : Tyree
- 2016 : Asterisk de Mike Sellari (court métrage) : Travis Downes
- 2017 : Maximum Impact d'Andrzej Bartkowiak : Agent Vance
- 2017 : Le Dernier jour de ma vie (Before I Fall) de Ry Russo-Young : Patrick
- 2017 : #Realityhigh de Fernando Lebrija : Cameron Drake
- 2021 : The Tomorrow War de Chris McKay : le major Greenwood
- 2021 : Violet de Justine Bateman : Keith
- 2021 : A Little Closure de Xavier Burgin (court métrage) : Keith
- 2021 : On Our Way de Sophie Lane Curtis : David Adler
- 2022 : Door Mouse d'Avan Jogia : Ugly
- 2023 : Tout à fait son style (The Perfect Find) de Numa Perrier : Eric
- 2024 : Uglies de McG : David

### Télévision
- 2013 : Pretty Little Liars : Pigiste
- 2014-2015 : Faking It : Theo / Anthony
- 2015 : Sin City Saints : Pape LaDarius
- 2015 : Fear the Walking Dead : Calvin
- 2016 : Recovery Road : Zach
- 2017 : Tales : Gutta
- 2017 : The New Edition Story : Ronnie DeVoe
- 2017-2018 : Famous in Love : Jordan Michaels / Wilder
- 2019 : What/If (mini-série) : Todd Archer
- 2024 : Emperor of Ocean Park : Lionel "Nasty Nel" Eldridge

### Clip
- 2019 : Single Again de Big Sean, réalisé par Lawrence Lamont : Elliot